# Ipochira celebensis
Ipochira celebensis är en skalbaggsart som beskrevs av Stefan von Breuning 1958. Ipochira celebensis ingår i släktet Ipochira och familjen långhorningar.
Artens utbredningsområde är Sulawesi. Inga underarter finns listade i Catalogue of Life.